# Мазник
Мазник (серб. Мазник, Maznik; алб. Maznik) — село в общине Дечани в исторической области Метохия. С 2008 года находится под контролем частично признанной Республики Косово.

## Административная принадлежность
| Сербская позиция                                                                 | Албанская позиция                                            |
| -------------------------------------------------------------------------------- | ------------------------------------------------------------ |
| входит в общину Дечани Печского округа автономного края Косово и Метохия, Сербия | входит в общину Дечани Джяковицкого округа Республики Косово |

## Население
Согласно переписи населения 1981 года в селе проживало 560 человек: 554 албанца и 6 черногорцев.
Согласно переписи населения 2011 года в селе проживало 447 человек: 224 мужчины и 223 женщины; 443 албанца, 1 босняк, 2 представителя другой национальности и 1 лицо неизвестной национальности.
| Численность населения | Численность населения | Численность населения | Численность населения | Численность населения | Численность населения | Численность населения |
| 1948                  | 1953                  | 1961                  | 1971                  | 1981                  | 1991                  | 2011                  |
| --------------------- | --------------------- | --------------------- | --------------------- | --------------------- | --------------------- | --------------------- |
| 385                   | 409                   | 464                   | 508                   | 560                   | 563                   | 447                   |